# Bedřichov (Špindlerův Mlýn)
Bedřichov (německy Friedrichsthal) je část města Špindlerův Mlýn v okrese Trutnov. Nachází se na severozápadě Špindlerova Mlýna. Prochází zde silnice II/295. Bedřichov leží v katastrálním území Bedřichov v Krkonoších o rozloze 17,55 km2.

## Historie
První písemná zmínka o obci pochází z roku 1771.
V letech 1900–1930 byla samostatnou obcí a od roku 1950 se vesnice stala součástí města Špindlerův Mlýn.

## Pamětihodnosti a příroda
- Pomník hrdinům s hrobem rudoarmějců
- Martinova bouda
- Labská bouda
- pramen Labe
- Labská louka
- Hančův pomník  (připomíná místo kde Bohumil Hanč roku 1913 zahynul při lyžařském závodu ve sněhové bouři)
- Kamenná studánka (druhý nejvýše položený pramen v ČR)
- Šmídova vyhlídka
- Ambrožova vyhlídka (pojmenovaná podle ochránce přírody Jindřichu Ambrožovi)
- Hornomísečská skála
- Svinské louže (s výskytem rašelinišť)
- Labský důl
- Pančavský vodopád (nejvyšší vodopád v ČR)
- Pudlavský vodopád (3. nejvyšší v ČR)
- Labský vodopád
- Vysoké kolo (1510 m)
- Violík (1472 m)
- Velký Šišák (1424 m)
- Medvědín (1235 m)